# Hualtaco II San Pablo
Hualtaco II San Pablo es un caserío peruano ubicado en el distrito de Tambogrande, perteneciente a la provincia y departamento de Piura, al norte del Perú. 

## Ubicación
Hualtaco II San Pablo se ubica al norte de la provincia de Piura, en el distrito de Tambogrande, en el departamento de Piura.

## Demografía
En 2017 Hualtaco II San Pablo tenía una población de 408 habitantes.
| Gráfica de evolución demográfica de Hualtaco II San Pablo entre 1993 y 2017 |
|                                                                             |
| Fuentes: Población 1993 y 2017                                              |